# Videorama
Videorama GmbH war eine deutsche Produktions- und Vertriebsgesellschaft für Pornofilme mit Sitz in Essen. Sie zählt neben Magmafilm zu den bekanntesten und größten deutschen Anbietern für Hardcore-Pornografie. Bekannte Videorama-Darsteller waren bzw. sind: Gina Wild, Vivian Schmitt, Conny Dachs, Kyra Shade und Leonie Saint.

## Geschichte
Die Videorama GmbH wurde zusammen mit dem Markennamen „Videorama“ 1983 von der Unternehmensgruppe Silwa Filmvertrieb AG übernommen. Ziel war, den Filmträger-Vertrieb, insbesondere im Bereich Sex und Erotik, weiter zu stärken. Dabei werden die Filme sowohl auf DVD und CD-ROM als auch auf VHS angeboten. Videorama zählt dabei zu den führenden Anbietern in Europa. Der mit mehreren Venus Awards ausgezeichnete Regisseur Harry S. Morgan veröffentlichte unter Videorama einige Filmreihen. Morgans Reihe Happy Video Privat ist die am längsten laufende Pornofilmserie in Deutschland und Europa. In dieser Reihe wurde von 1984 bis 2011 alle zwei bis drei Monate ein Film veröffentlicht.
2011 wurde Videorama seitens Beate Uhse ein Übernahmeangebot in Höhe von 50 Millionen plus Beteiligung unterbreitet, welches jedoch ausgeschlagen wurde. 2016 hat das Unternehmen Insolvenz beantragt.

### Gefälschte Rechtsanwalts-E-Mails
Im Jahr 2010 wurde Videorama in eine Phishing-Kampagne verwickelt. Gefälschte E-Mails gaben vor, von Rechtsanwälten verfasst zu sein, die Videorama in Urheberrechts- und Pirateriefällen vertreten. Von den Empfängern wurden für angebliches Hoch- oder Herunterladen von Musikstücken Zahlungen per Ukash oder Paysafecard in Höhe von in der Regel 100 Euro an die vorgeblichen Rechtsanwälte zur Beilegung der „Strafanzeige“ gefordert. Videorama strengte jedoch keine Klagen oder Strafanzeigen wegen Musikpiraterie an, und die Verwendung des Firmennamens ist Teil des Betruges.

## Bekannte Filme
- 1999: Gina Wild – Jetzt wird es schmutzig
- 2006: Feuchte Träume (Vivian Schmitt)
- 2006: Mein Jungfernflug (Leonie)
- Filmreihe Happy Video Privat
- Filmreihe Junge Debütantinnen
- Filmreihe Maximum Perversum
- Filmreihe Teeny Exzesse
- Filmreihe Sexy Weekend

## Auszeichnungen
- 2006: Eroticline Award „Bester Außendienst“